# Hyltinge landskommun
Hyltinge landskommun var en tidigare kommun i Södermanlands län.

## Administrativ historik
Den 1 januari 1863, när kommunalförordningarna började tillämpas, inrättades i Hyltinge socken i Villåttinge härad i Södermanland denna kommun. 
I kommunen inrättades 23 mars 1918 Sparreholms municipalsamhälle
1952 genomfördes den första av 1900-talets två genomgripande kommunreformer i Sverige. Landskommunen med municipalsamhället gick då upp i Sparreholms landskommun som 1965 gick upp i Flens stad som 1971 ombildades till Flens kommun.

## Politik

### Mandatfördelning i Hyltinge landskommun 1946
| 1 | 13 | 6 |

| 18 |